# Pijlentrebuchet
De pijlentrebuchet is een pijlwerpende trebuchet, die rond 1230 bedacht zou zijn door de Franse ingenieur Villard de Honnecourt. Hoewel werkende replica's van zijn ontwerpen zijn gebouwd is het onzeker of de trebuchet in De Honnecourts schetsboek werkelijk bedoeld was om pijlen mee af te schieten.

## Beschrijving
De trebuchet is een middeleeuwse slingerarmkatapult, voornamelijk bekend als belegeringswapen om stenen kogels weg te slingeren. De door Villard de Honnecourt beschreven trebuchet is een van de vroegste Europese beschrijvingen van dit wapen. Hij zou een pijlentrebuchet met contragewicht beschrijven die vrijwel hetzelfde werkte als een steenwerpende trebuchet, maar waarbij het lange stuk van de slingerarm op het hoogste punt van achteren tegen een zware pijl of speer sloeg, waardoor deze met veel kracht werd weggeschoten, vergelijkbaar met de 11e-eeuwse springalds.
Helaas is een van de twee bladzijdes waarop de trebuchet wordt beschreven verloren gegaan. De nog bestaande tekening toont enkel het raamwerk van de trebuchet, zonder het draaipunt en de slingerarm. De tekst beschrijft de noodzakelijke versterkingen in het raamwerk om de grote krachten op te vangen, de afmetingen van de kist waarin het zand komt dat als contragewicht dient, de as waarover het touw draait dat de slingerarm naar beneden trekt en de twee windassen die het touw aanspannen. Het is een bouwplan voor een zeer zware trebuchet, getuige de afmetingen van de contragewichtkist: 2 toises (3,90 m) lang, 9 Franse voet breed (2,94 m) en 12 voet (3,90 m) diep; een inhoud van meer dan 40 m³. Bij een conservatief berekende soortelijke massa van 1500 kg/m³ zand zou een volledig gevuld contragewicht 60 ton wegen. De laatste regel is erg verwarrend, want deze lijkt aan te geven dat de trebuchet pijlen afschiet:
Oudfranse tekst: ƒ (Et) al descocier de le fleke penses, (et) si v(os) en dones gard(e), car ille doit estre atenue a cel estancon la devant.
Nederlandse vertaling: En als je van plan bent de pijl af te schieten, let dan op, want deze moet in de sleuf aan de voorzijde liggen." 
Vroeger werd voetstoots aangenomen dat de Honnecourt met het woord fleke "pijl" bedoelde, zie ook het modern Franse woord voor pijl flèche. Het is echter erg ongeloofwaardig dat men voor het afschieten van pijlen een zeer zware trebuchet zou bouwen en heden wordt er dan ook vaak van uitgegaan dat Honnecourt met het woord fleke iets anders bedoelde.